# Ri Gwang-sik
Ri Gwang-sik (ur. 5 marca 1970) – północnokoreański bokser wagi koguciej.
Zdobył dwa brązowe medale mistrzostw świata w boksie: w Moskwie w 1989 w wadze muszej oraz w Sydney w 1991 w wadze koguciej. 
W 1992 roku na letnich igrzyskach olimpijskich w Barcelonie zdobył brązowy medal.